# Hermann Manske

Hermann Manske

Hermann Manske (geboren 26. Dezember 1839 in Neu-Preussendorf, Kreis Deutsch-Krone in Westpreußen; gestorben 18. November 1919 in Dassel im Solling) war ein deutscher Industrieller und Pionier der Zementindustrie.

## Leben
Hermann Manske war Sohn eines westpreußischen Landwirts und betätigte sich nach dem Besuch der Volksschule zunächst ebenfalls in der Landwirtschaft. Später ging er zur Handelsmarine und unternahm, zuletzt als Zahlmeister, mehrere Auslandsreisen, die ihn unter anderem nach Südamerika führten. 1876 trat er als Betriebsleiter in die Zementfabrik „Stern“ der Firma Töpfer, Gräwitz & Co in Stettin ein, die 1855 als erste deutsche Portland-Zementfabrik errichtet worden war. 1878 wechselte er als Betriebsleiter zu der in Bau befindlichen Hannoverschen Portland-Cementfabrik in Misburg bei Hannover.

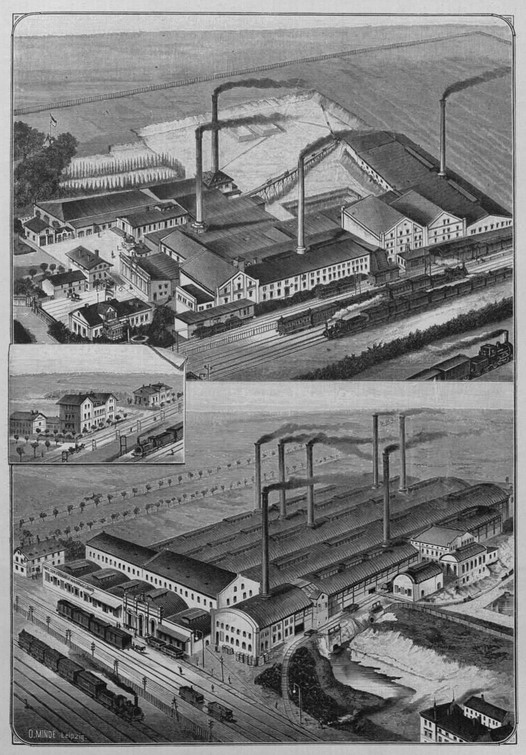
Die Portland-Cement-Fabrik Germania H. Manske & Co. um 1890;
Vogelschau über die Produktionsstätten in Lehrte und Misburg; Holzstich von Otto Minde

1881 gründete Manske die Portland-Cement-Fabrik Germania H. Manske & Co KG. Mit Unterstützung von Georg und Ludwig Berkenbusch aus Hannover als Finanziers errichtete das Unternehmen die Portland-Cementfabrik Germania in Lehrte, die 1882 den Betrieb aufnahm und sich zu einem der größten Industriebetriebe der Stadt entwickelte. Als erfolgreicher Unternehmer sorgte Manske nicht nur für soziale Einrichtungen für seine eigenen Arbeiter (Betriebskrankenkasse, Kantine, Arbeiterwohnungen), sondern er stiftete auch das Krankenhaus der Stadt Lehrte.
1886 errichtete die Germania H. Manske & Co KG bei Misburg ein zweites Werk, das 1888 den Betrieb aufnahm. Die Lehrter Anlagen wurden 1892 bei einem Großbrand vollständig zerstört und anschließend in größerem Umfang wieder aufgebaut. Das Gesamtunternehmen wurde zum führenden deutschen Zementhersteller. 1893 besuchte Manske die Weltausstellung in Chicago, um geschäftliche Kontakte anzuknüpfen und sich über die Möglichkeiten des Exports in die Vereinigten Staaten zu informieren. Obwohl sich eine Überproduktion in Deutschland bereits abzeichnete, engagierte sich Manske auch in der 1899 gegründeten Portland-Cementfabrik Germania AG mit Sitz in Lehrte und Betrieb in Misburg, bei der seine KG die Hälfte des Aktienkapitals übernahm. Manske wurde von der ersten Generalversammlung zum Vorsitzenden des Aufsichtsrats gewählt. Das neue Werk nahm 1901 die Produktion auf.
Auf Grundstücken, die er in Hardegsen und Dassel erwarb, wurden zunächst keine Projekte realisiert. Zunehmende Konkurrenz und die falsch eingeschätzten Absatzmöglichkeiten in Übersee führten schließlich zu einer finanziellen Schieflage. 1901 wurde die Germania H. Manske & Co KG von der Aktiengesellschaft Germania übernommen. Manske schied 1902 aus dem Unternehmen aus. In Hardegsen entstand wenige Jahre später eine Zementfabrik und in Dassel ein Kalkwerk. 1906 wirkte Manske er noch an der Gründung der Zementfabrik „Alemannia“ in Höver mit. Zudem war er als Gutachter für in- und ausländische Zementproduzenten tätig. Den endgültigen Niedergang konnte er aber nicht aufhalten. Über seinen Besitz wurde das Konkursverfahren eröffnet. Manske musste seinen erfolgreichen Pferde-Rennstall auflösen und die von ihm errichtete Villa Nordstern verkaufen. Er lebte zuletzt in Dassel, wo er im November 1918 oder 1919 verstarb.

## Auszeichnungen
Hermann Manske war preußischer Kommerzienrat. In Lehrte wurde die Manskestraße nach ihm benannt.